# Tendipedini amurdurjensis
Tendipedini amurdurjensis är en tvåvingeart som först beskrevs av Pankratova 1950.  Tendipedini amurdurjensis ingår i släktet Tendipedini och familjen fjädermyggor. Inga underarter finns listade i Catalogue of Life.